# USS Fox (DD-234)
Za druga plovila z istim imenom glejte USS Fox.
USS Fox (DD-234) je bil rušilec razreda Clemson v sestavi Vojne mornarice Združenih držav Amerike.
Rušilec je bil poimenovan po Gustavusu Vasu Foxu.